# Turmhügel Marlesreuth
Der Turmhügel Marlesreuth ist eine abgegangene mittelalterliche Turmhügelburg (Motte) auf 640 m ü. NHN direkt östlich der Pfarrkirche Simon und Judas im Nordwestteil von Marlesreuth, einem heutigen Stadtteil von Naila im Landkreis Hof in Bayern.
Als Besitzer der Burg werden die Herren von Grün und von Wildenstein genannt und um 1560 Moritz von Wildenstein, der einen Neubau als „Oberes Schloss“ errichtete. Ende des 18. Jahrhunderts wurde die Anlage abgebrochen.
Von der ehemaligen Burganlage ist noch der Turmhügel mit einem Durchmesser von etwa 16 Meter erhalten.